# Horna (Zweden)
Horna is een plaats in de gemeente Kristianstad in Skåne de zuidelijkste provincie van Zweden. De plaats heeft een inwoneraantal van 108 (2000) en een oppervlakte van 22 hectare.